# Сасинек, Филип
Филип Сасинек (чеш. Filip Sasínek; род. 8 января 1996, Годонин, Южноморавский край, Чехия) — чешский легкоатлет, специализирующийся в беге на средние дистанции. Бронзовый призёр чемпионата Европы в помещении 2017 года в беге на 1500 метров. Двукратный чемпион Чехии.

## Биография
В детстве занимался хоккеем, с 12 лет по совету отца также стал ходить на тренировки по лёгкой атлетике. Довольно скоро пришли первые успехи в новом виде спорта. На первых порах у Филипа лучше всего получался стипль-чез. В беге с препятствиями он занял восьмое место на юношеском чемпионате мира (был лучшим среди европейцев), установил личный рекорд на мировом первенстве среди юниоров в 2014 году.
На чемпионате Европы в помещении в 2015 году Сасинек выступал уже на дистанции 800 метров, но не смог пройти в полуфинал. По-настоящему заявить о себе ему удалось год спустя, когда на престижных соревнованиях в Остраве он улучшил личный рекорд в беге на 1500 метров больше, чем на 5 секунд. Со временем 3.36,32 Филип выиграл забег, обыграв в числе прочих призёров чемпионатов мира и Европы Криса О’Хэра и Якуба Голушу.
Занял восьмое место в финале чемпионата Европы 2016 года на дистанции 1500 метров.
Первого крупного успеха в карьере добился на чемпионате Европы в помещении 2017 года, где выиграл бронзовую медаль в беге на 1500 метров. Впереди были только поляк Марцин Левандовский и Калле Берглунд из Швеции.

## Основные результаты
| Год  | Турнир                         | Место проведения      | Дисциплина | Место       | Результат |
| ---- | ------------------------------ | --------------------- | ---------- | ----------- | --------- |
| 2013 | Чемпионат мира среди юношей    | Донецк, Украина       | 1500 м     | 35-е (заб.) | 4.24,59   |
| 2013 | Чемпионат мира среди юношей    | Донецк, Украина       | 2000 м с/п | 8-е         | 5.47,90   |
| 2014 | Чемпионат мира среди юниоров   | Юджин, США            | 1500 м     | 25-е (заб.) | 3.50,39   |
| 2014 | Чемпионат мира среди юниоров   | Юджин, США            | 3000 м с/п | 14-е (заб.) | 8.55,53   |
| 2015 | Чемпионат Европы в помещении   | Прага, Чехия          | 800 м      | 32-е (заб.) | 1.51,08   |
| 2015 | Чемпионат Европы среди юниоров | Эскильстуна, Швеция   | 3000 м с/п | 16-е (заб.) | 9.11,84   |
| 2016 | Чемпионат Европы               | Амстердам, Нидерланды | 1500 м     | 8-е         | 3.47,76   |
| 2017 | Чемпионат Европы в помещении   | Белград, Сербия       | 1500 м     | 3-е         | 3.45,89   |